# Reginald George James Berry
Reginald George James Berry OBE (* 20. Juni 1906 in London-Dulwich, England; † 6. November 1979 in Auckland, Neuseeland) war ein neuseeländischer Künstler für den Entwurf von Münzen, Medaillen und Briefmarken. 

## Leben
Reginald George James Berry wurde am 20. Juni 1906 in Dulwich geboren, einem Vorort von London. Berry besuchte die Russell Hill School von 1913 bis 1922 und arbeitete danach in einer Londoner Versicherungsgesellschaft als Büroarbeiter. 1924 entschloss er sich zur Auswanderung nach Neuseeland, wo er am 18. Februar 1925 in Wellington eintraf. Berry arbeitete zunächst ein Jahr lang auf einer Farm bei Gisborne, danach auf einem Schlachthof. Er kehrte nach Wellington zurück und erhielt eine Anstellung in einer Werbeagentur. 
Seit 1932 bewarb sich Berry in Wettbewerben für den Entwurf von Briefmarken und war 1933 mit dem Entwurf für die Health-Sondermarken erfolgreich. 1934 wurde Berry dazu eingeladen, die Waitangi-Crown zu entwerfen und wurde in die Royal Numismatic Society aufgenommen. Er blieb lebenslanges Mitglied dieser Gesellschaft, zeitweise als deren Sekretär, Präsident und Vize-Präsident. 1944 machte sich Berry selbständig und entwarf neben Buchillustrationen Briefmarken, Münzen und Medaillen. 
1968 wurde er Offizier des Order of the British Empire. 
Berry starb am 6. November 1979 in Auckland.

## Arbeit

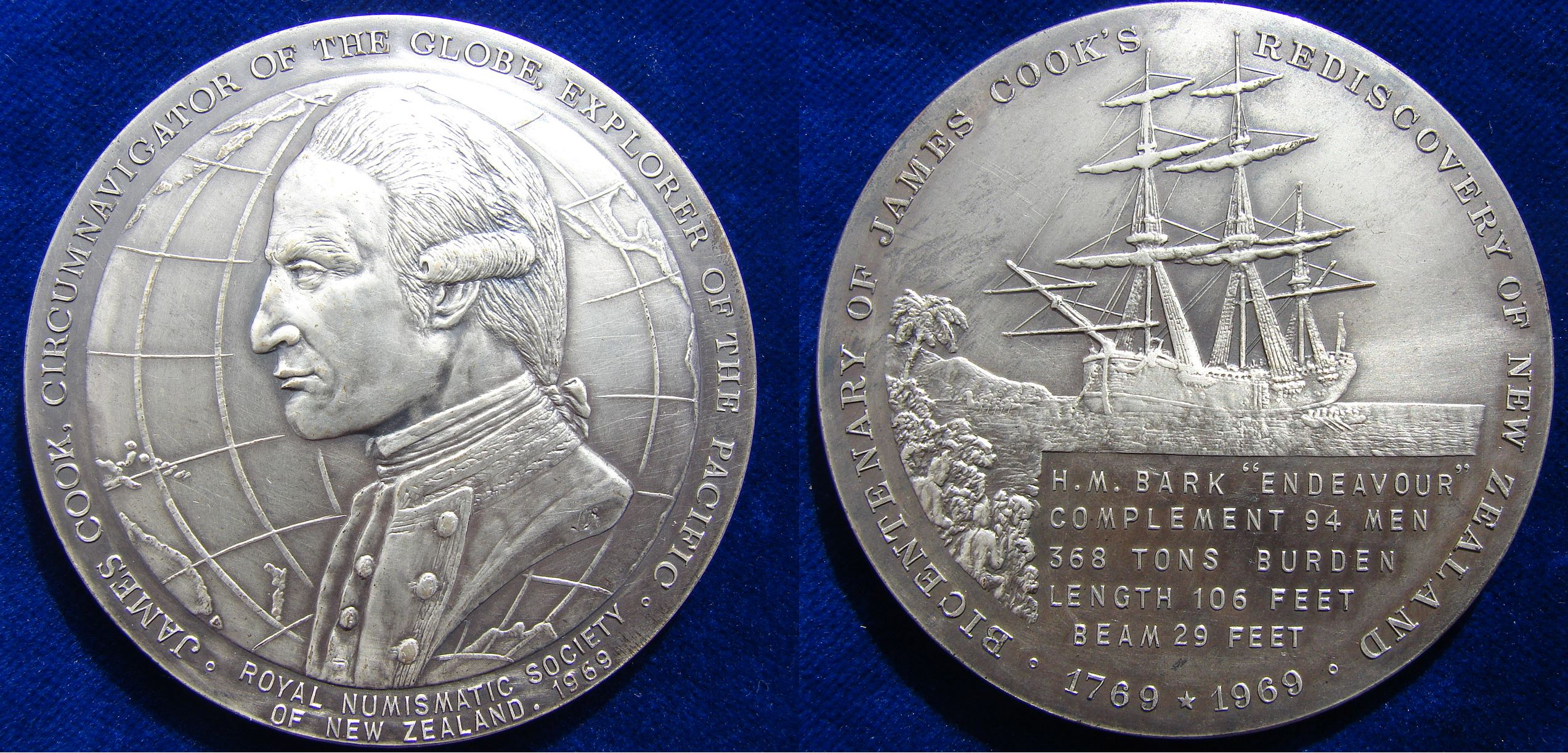
James Cook. 200-Jahr-Feier der Wiederentdeckung Neuseelands 1969. Silbermedaille von James Berry

Berry entwarf hunderte Briefmarken, Münzen und Medaillen. Der Schwerpunkt seines Schaffens war für die Länder Neuseeland, die pazifischen Inseln und Australien, aber auch für die USA, England und Irland.
Eines seiner wichtigsten Werke ist sein erster Münzentwurf, die seltene und populäre Waitangi Crown von 1935 (KM 6). Auf dieser Münze reichen sich Māori-Häuptling Tāmati Wāka Nene und Kapitän William Hobson, der erste Gouverneur Neuseelands, nach dem Vertrag von Waitangi im Jahr 1840 die Hand.